# Have You Met Inez Jones?
Have You Met Inez Jones? – album amerykańskiej wokalistki jazzowej Inez Jones i towarzyszącego jej zespołu
m.in. z gitarzystą Oscarem Moore'em. Na płycie znalazły się też dwa nagrania instrumentalne Moore'a i basisty Leroya Vinnegara nagrane w Audio Arts Studio w Los Angeles na sesjach z 12 i 14 grudnia 1956 (wydane na LP Oscar Moore with Leroy Vinegar w 2011). Pozostałe utwory zarejestrowano w Master Recorders w Los Angeles podczas sesji 27 maja 1957.
Monofoniczny 12" LP wydany został przez wytwórnię Riverside Records (RLP 12-819). Nagrania Inez Jones z tego albumu ukazały się na płycie po raz pierwszy, były już jednak wcześniej publikowane jako: Have You Met Miss Jones?.  Wydała je na taśmach magnetofonowych wytwórnia Omegatape (ST-7018).
Nagrania z tego albumu wykorzystane zostały na CD Oscar Moore and Friends z 1998.

## Muzycy
- Inez Jones – śpiew (oprócz "Tangerine", "There's a Small Hotel")
- Oscar Moore – gitara (w utworach "Tangerine", "There's a Small Hotel" gitary: rytmiczna i solowa; nakładanie dźwięku)
- Carl Perkins – fortepian
- Curtis Counce – kontrabas
- Bill Douglas – perkusja
- Leroy Vinnegar – kontrabas ("Tangerine", "There's a Small Hotel")

## Lista utworów
Strona A
| 1. | "Too Marvelous for Words" (Richard Whiting, Johnny Mercer)                   | 2:15  |
|    |                                                                              |       |
| 2. | "Until the Real Thing Comes Along" (Sammy Cahn, Saul Chaplin, L. E. Freeman) | 2:48  |
|    |                                                                              |       |
| 3. | "Since I Fell for You" (Buddy Johnson)                                       | 2:37  |
|    |                                                                              |       |
| 4. | "Tangerine" (Johnny Mercer, Victor Schertzinger)                             | 3:04  |
|    |                                                                              |       |
| 5. | "Where or When" (Richard Rodgers, Lorenz Hart)                               | 3:20  |
|    |                                                                              |       |
| 6. | "Dancing on the Ceiling" (Richard Rodgers, Lorenz Hart)                      | 2:52  |
|    |                                                                              |       |
|    |                                                                              | 16:56 |
|    |                                                                              |       |
Strona B
| 7.  | "Moonlight in Vermont" (John Blackburn, Karl Suessdorf)                                   | 3:02  |
|     |                                                                                           |       |
| 8.  | "Don't Worry 'Bout Me" (Rube Bloom, Ted Koehler)                                          | 3:09  |
|     |                                                                                           |       |
| 9.  | "There's a Small Hotel" (Richard Rodgers, Lorenz Hart)                                    | 2:41  |
|     |                                                                                           |       |
| 10. | "Don't Take Your Love from Me" (Henry Nemo)                                               | 2:06  |
|     |                                                                                           |       |
| 11. | "Poor Butterfly" spotykany też tytuł: "Big, Fat Butterfly" (Raymond Hubbell, John Golden) | 1:50  |
|     |                                                                                           |       |
| 12. | "Happy" (Wyley, Kaplan)                                                                   | 2:28  |
|     |                                                                                           |       |
|     |                                                                                           | 15:16 |
|     |                                                                                           |       |

## Informacje uzupełniające
- Projekt okładki – Paul Bacon
- Zdjęcia – Paul Weller
- Producent Omegatape – Dave Hubert